# Абхазы в Грузии
Абхазы в Грузии — диаспора абхазов и абазин (абаза), около 3500 граждан Грузии имеют абхазское происхождение. Большая их часть, это заселённые в Аджарию потомки абхазов-махаджиров.

## История
Абхазская диаспора в Грузии, большей частью представляет собой потомков абхазов-махаджиров. Вынужденных переселенцев, покинувших родину в результате поражения в Кавказской войне.
В основном диаспора состоит из береговых садзов, выселенных с родной земли 1867-1868 годах, также встречаются абжуйские абхазы.
Во время Грузино-абхазского конфликта 1992-1993 годов, немалая доля аджарских абхазов возвратилось на родину — в Абхазию.